# ثرومبوكسان A2
ثرومبوكسان A2 (يرمز له  TXA2) هو مركب بيوكيميائي من عائلة الثرومبوكسان يصدر من الصفيحات الدموية المفعَّلة وله تأثير مخثّر.

## الوظيفة الحيوية
تنتجه الصفيحات الدموية المسؤولة عن عملية التخثر من خلال تجميع عدد إضافي من الصفيحات الدموية, كما أنه يساعد في عملية تقلص الأوعية الدموية التي تلعب دوراً هاماً في العملية الالتهابية, ويعتبر كذلك من مسبباب ذبحة برنزميتال.
يولّد ثرومبوكسان A2 من البروستاغلاندين H2 تحت تأثير إنزيم ترومبوكسان A2 سينثاز (Thromboxane-A synthase) في تفاعل استقلابي، حيث يتولد أيضاً كميات متساوية من حمض 12-هيدروكسي هبتا ديكاترينويك (Hydroxyheptadecatrienoic)، والذي يرمز له (12-HHT).
يقوم الأسبيرين بتثبيط سيكلوأكسجيناز الصفيحات الدموية، بالتالي يمنع تشكيل البروستاغلوندين H2، ومن ثم  الثرومبوكسان A2 كذلك.

## الخصائص
له خصائص غير مستقرة في الوسائط الحيوية حيث يتم تمييهه في أقل من ثلاثين ثانية إلى ثرومبوكسان B2 غير الفعال حيويا. يؤدي تحديد كمية 11Dehydrothromboxane B2 في معرفة مستوى إنتاج TXA2.

تخليق الإيكوزانويدات.